# Audiovizuální výchova

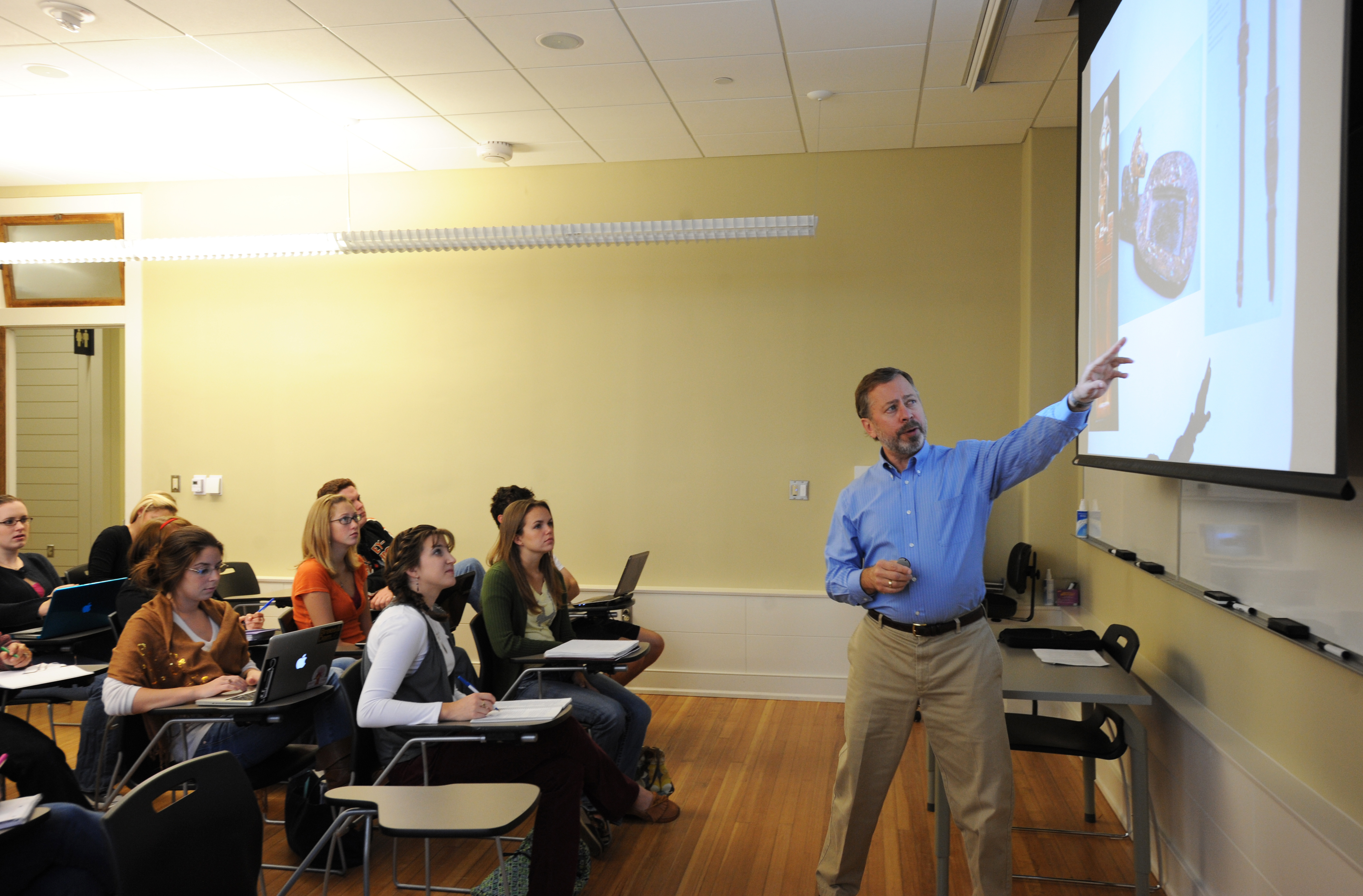
Profesor používající LCD projektor jako výukovou pomůcku.

Audiovizuální výchova (v českém RVP také jako Filmová/audiovizuální výchova) představuje součást mediální gramotnosti a oblast mediální výchovy. Na rozdíl od filmové výchovy, která je primárně zaměřena na vzdělávání v oblasti kinematografie, včetně zahrnutí schopnosti pochopení procesu tvůrčího zpracování filmu, se audiovizuální výchova věnuje celému spektru audiovizuální tvorby (včetně reklamy, televizní tvorby, počítačových her, VR, apod.) Oblasti filmové výchovy je přikládán zvláštní význam Evropskou unií, jež vytvořila expertní skupinu k mediální a filmové výchově, které se účastní zástupci všech členských států.

## Historie audiovizuální výchovy v České republice
Filmová edukace nebylo příliš diskutované téma až do komplexní změny společnosti v roce 1989, kdy se role medií v každodennosti výrazně posílila. První práce s filmem se prosadila v první polovině 30. let. V důsledku systémových omezení registrace filmů po roce 1934 nepronikala příliš mnoho kulturně – výchovných filmů na plátna běžných kin v Československu. Širší nabídka domácích filmů se týkala již filmů, které mají možnost zahrnout zvukové spektrum, které se mohlo vysílat pomocí nových přístrojů (např. Osvětové kino MLÚ bylo na zvuk adaptováno až od roku 1935). Rozšíření nabídky bylo umožněno činností zájmových spolků a hnutí, které začali pořádat pravidelné filmové večery pro více či méně uzavřenou společnost diváků. Uvádění kulturně – výchovných filmů bylo výhradně součástí spolků, neboť kinaři nebyli ochotni tyto filmy vysílat. I přes rozvoj kulturně – výchovných filmů v rámci domácí tvorby se tyto filmy na běžných plátnech kin prosazovaly výhradně ve formě týdeníků, grotesek, reportáží, respektive živých novin, a to vše se záměrem zábavné podívané. „Na rozdíl od zábavnosti bylo společným rysem spolkového uvádění filmů posilování vzdělávacího aspektu představení.“ Na druhou stranu se v té době objevují avantgardisté, kteří se snaží o zušlechťování, zkulturňování a formování mediální vzdělanosti diváka. Nešlo u nich pouze o vzdělání ve smyslu vzdělávání filmem, ale hlavně vzdělávání o filmu. To představovalo uvádění filmů v doprovodu s přednáškou, diskuzí, besedou. Tímto se legitimizovalo a institucionalizovalo také uvádění filmů ve školách. „Jedním z leitmotivů diskurzu o vzdělávacím potenciálu filmu byla od počátku o diferenciaci školního filmu, o jeho funkční odlišení, od filmů kulturně – výchovného.“
Pokusy v polovině 60. let ztroskotaly především na nepřipravenosti učitelů, proto byly v roce 1966 v ČSFÚ zahájeny přednášky na fakultách pedagogiky vedeny především vědeckými pracovníky Filmového ústavu. Tyto přednášky byly ovšem přerušeny. V roce 1969 byly publikovány definitivní výsledky práce na koncepci filmové výuky na základních a středních školách. Koncept (zohledňoval věkové kategorie a zahrnul filmové kluby mládeže a filmové kroužky) obsažený v této publikaci zapříčinil vznik nového předmětu estetika, pokrývající filmovou výchovu v kontextu literatury a estetiky. Koncept výuky filmu na školách z roku 1969 zahrnuje filmovou výchovu v jednotlivých povinných a povinně volitelných předmětech základních a středních škol a organizovaných volnočasových aktivitách mládeže. Filmová výchova v 2. – 9. třídě měla být součástí povinného předmětu český jazyk a literatury, ve vyšších ročnících pak součástí povinného předmětu estetika. Normalizace zapříčinila přerušení kontinuity rozvoje Filmových klubů mládeže a situace se stala poněkud nepřehledná. „Základní školy byli odkázáni na Dětské filmové kluby pod domy pionýrů, učňovská mládež byla organizována odbornými Domy kultury (komerční vysílání) a středním školám se náhrady Filmových klubů mládeže nedostalo na celostátní úrovni vůbec. Existovaly však i paralelní modely např. Filmový podnik hlavního města Prahy pořádal abonentní cyklus pro studenty středních škol, seznamující se s historií a stylistickými postupy kinematografie, který měl na počátku 80. let 1200 účastníků.“ V polovině 80. let se začala znovuobjevovat aktivita hnutí filmových klubů.
Před rokem 1989 nebyl důležitý pro státní instituce příjem peněz z těchto půjčoven, ale možnost nastolování agendy. I pro kina výhodné, více či méně organizované projekce v rámci dosažení procent návštěvnosti na socialistické filmy v rámci plnění kulturně – politických úkolů. Do roku 1989 se vymezovalo toto pojetí do tří trendů: 1. Film jako součást výuky, 2. Pokusy zavedení filmu do školních osnov, 3. Filmové kluby dětí a mládeže. V poválečném Československu se rozvíjela distribuce 16mm filmů prostřednictvím Ústřední půjčovny filmů, programována školní filmová představení.
Po roce 1989 může za slabší přítomnost koncepčního využití filmu především nezájem o teoretickou reflexi dané problematiky, protože první přehledový text se objevil na Slovensku až v roce 2006. Větší problémem je dnes ale špatná vybavenost škol, nízké procento učitelů chtějících využívat audiovizuální edukaci a samotné filmy, které by k tomu byly vhodné.
Audiovizuální výchova se dnes uplatňuje v rámci Rámcových vzdělávacích programů, protože v individualizovanějších učebních plánech je možné více využívat film a další média. V ČR se realizují projekty filmového a mediálního vzdělávání (např. Film a škola, Rozumět médiím, „Film aktivně“, kurz filmové historie). Existují také projekty mající za cíl dosáhnout zkvalitnění recepce filmu a audiovizuální kultury u žáků a učitelů díky aktivní práce s médii. Další možností je vzdělávat ve volném čase prostřednictvím víkendových seminářů, školní filmové kluby, LAN turnaje počítačových her.

## Vymezení audiovizuální výchovy
Audiovizuální výchova v užším vymezení je používána jako synonymum pro filmovou výuku. Její zastánci preferují výuku dějin filmového umění filmovými projekcemi doprovázenými lektorskými úvody. Jiné pojetí spatřují někteří pedagogové v možnosti výukového filmu. Bohužel jsou tyto koncepce v rámcových vzdělávacích programech téměř nevyužitelné.
Audiovizuální výchova v širším pojetí neoperuje pouze s filmem, propojuje narativní i nenarativní film, počítačové hry, praktickou audiovizuální tvorbu a jejich reflexi.

### Filmová výchova vs. audiovizuální výchova
„Filmová výchova představuje historicky, terminologicky i obsahově neujasněný soubor problémů nacházející se v průsečíku zájmů pedagogiky, filmové vědy, estetiky, sociologie, mediálních studií a dalších sociálních a uměnovědných disciplín. Tradiční označení filmová výchova nebo nauka, audiovizuální výchova, mediální výchova a mnohé další variace označují prakticky totéž: odborně fundované aktivity vedoucí k posilování kompetencí žáků a studentů v oblasti filmové historie, audiovizuální kultury, masových médií a také vlastní audiovizuální praxe. Vzhledem k dosažení žádoucího cíle, jímž by měl být kvalitativní posun ve znalostech a z nich vycházejí schopnost kritického přístupu k filmu a dalším médiím a tvůrčí práci s nimi, se jeví jako nevhodnější institucionálně zaštítěná a systematicky prováděná výchovně – vzdělávací činnost.“

## Zahraniční zkušenost

### Francie
Mediální část spadá pod uměleckou výchovu, která je součástí již povinné školní docházky a dále se dá studovat na všech úrovních vzdělávacího systému. Filmovou výchovu zajišťuje Ministerstvo kultury a informací a Národní filmové centrum a je zaměřena na všechny věkové skupiny. Projekce probíhají v kinech třikrát do roka a jsou doprovázené setkáními s filmaři. Vyučující pravidelně absolvují tematické vzdělávací semináře.

### Maďarsko
Maďarsko je klíčový reprezentant mediální edukace ve střední Evropě. Počátky audiovizuální edukace zde spadají již do 60. let 20. století. Cílem bylo ilustrovat filmem dějiny literatury. V 80. letech se rozšířila nabídka o předmět Kultura pohyblivého obrazu a mediální poznávání, ve kterém se řeší dokumentární, experimentální a animované filmy, ale také praktická práce s médiem a natáčí se vlastní filmy. Od roku 1996 se vyučuje i na základních školách a filmům se dostává cca 30–40 % času, ve zbylém čase se probírají alternativní média. Učitelům jsou poskytovány rekvalifikační kurzy. Jejich cílem je vychovávat z žáků uvědomělé konzumenty médií, posilovat kritický přístup k médiím a formovat jejich estetický vkus. V roce 2006 bylo v Maďarsku zahájeno vysokoškolské vzdělávání učitelů mediální výchovy a ve školním roce 2013/14 měla být mediální výchova již plnohodnotným předmětem.

### Velká Británie jako model aktivit mediální výchovy
V UK je nejdůležitější institucí Britský filmový institut, Center For The Study of Children, Youth and Media. Ti nabízí materiály, tematicky zaměřené konference atd. Systematický souhrn zkušenosti Britů s filmovou edukací shrnuje studie Moving Images in the Classroom. Mají bohaté zkušenosti se studiem mediální kultury a to zejména s moderní kulturou. Bohužel mají názorovou dichotomii ohledně kvality filmů.

### Komplexní pojetí mediální výchova v USA
Zde sice obor mediální edukace nedosáhl uznání u tradičních oborů, nicméně úspěšnost amerických badatelů je značně silná. Američtí badatelé nevnímají edukační činnost jako podřízenou subdisciplínu, ale jako zastřešující obor, pod nějž spadá např. výchova k občanství, výchova ke zdravému životnímu stylu, nebo rizikové chování. Značný důraz na vlastní mediální praxi studentů v podobě školních novin, videoesejí, videoanket atd. Zaměřují se také na nové mediální přístroje. Také jsou charakteristické zapojením rodičů ve volnočasových aktivitách.

## Východiska pro realizaci audiovizuální výchovy
Pro uskutečnění filmového vzdělávání záleží především na analytických schopnostech učitele, kritického promýšlení témat vztahujících se k využitelnosti audiovizuálních prostředků k výchově. K tomu musí překonat tradiční styly výuky a definice nízkého a vysokého. Je důležité, aby témata a způsob výuky koreloval s každodenní filmovou a mediální zkušeností studentů. Audiovizuální edukace by se měla soustředit na integraci systematického posilování citlivosti žáků vůči projevům média, pěstování jejich kritického a analytického myšlení a navyšování recepčních zkušeností skrze postupně se zvyšující náročnost mediálních obsahů.

## Výukový film (mediální didaktika)
Počátky výroby školního filmu a jeho užívání: „S úlohou filmu jako didaktické pomůcky se setkáváme od počátků kinematografie. V roce 1936 byl film v Československu zařazen mezi vyučovací pomůcky Výnosem Ministerstva školství a národní osvěty, jenž vyjednával zejména předpisy o školním filmu, jeho zavádění do škol, schvalování a úpravě. Od roku 1912 pak probíhala pravidelná představení pro děti a mládež.“ Avšak někteří v tomto předvádění filmů viděli hrozbu vycházející z jejího negativního vlivu na mládež, proto byl zaveden kompromis, který zahrnoval kontrolu, cenzuru a usměrňování obsahu snímku. „Do programů pro školy byly zařazovány domácí i zahraniční dokumentární filmy, hrané filmy s historickými náměty, jež byly posouzeny jako kulturně-výchovné a vhodné pro mládež.“ Později byl dříve užívaný film nahrazován výukovými snímky.
Díky ukotvení klíčové kompetence audiovizuální výchovy v obsahu nových vzdělávacích programů jsou pak žáci v průběhu výuky seznámeni se základními funkcemi a účinky filmu prostřednictvím filmové výchovy, přičemž si tyto funkce a účinky následně ověřují prostřednictvím školní videotvorby. Tím se audiovizuální výchova významným způsobem podílí na utváření a posilování mediální gramotnosti žáků z hlediska jejich porozumění informacím z filmu a jejich kritického zhodnocení a osvojení si základních filmových postupů a jejich tvůrčího zpracování.